# Cunnersdorfer Bach
Der Cunnersdorfer Bach ist ein rechter Nebenfluss der Biela in der Sächsischen Schweiz.

## Verlauf und Entstehung
Er entsteht im Forstgebiet zwischen Rosenthal-Bielatal und Cunnersdorf nahe der Grenze zur Tschechischen Republik durch den Zusammenfluss der Bäche Fuchsbach und Taubenbach.
Die ersten Kilometer fließt er durch den Wald in Richtung Cunnersdorf. Den Ort durchquert er danach nahezu komplett. Nachdem er Cunnersdorf hinter sich gelassen hat, schlängelt er sich neben der S 169 in Richtung des Tals der Biela. Auf diesem Weg nimmt er als linken Nebenfluss den Lampertsbach auf. Südlich von Königstein mündet der Cunnersdorfer Bach an einem Straßenabzweig der S 171 schließlich in die Biela.